# Phrynus goesii
Espèce
Synonymes
- Tarantula scabra Pocock, 1894

Phrynus goesii est une espèce d'amblypyges de la famille des Phrynidae.

## Distribution
Cette espèce est endémique des Antilles. Elle se rencontre aux îles Vierges, à Anguilla, à Saint-Martin, à Saint-Barthélemy à Saba, à Saint-Eustache, à Saint-Christophe, à Niévès, à Antigua, à Montserrat, à la Guadeloupe, à la Dominique et à la Martinique,.

## Description
La femelle décrite par Quintero en 1981 mesure 35 mm.

## Publication originale
- Thorell, 1889 : Arachnidi Artrogastri Birmani raccolti da L. Fea nel 1885-1887. Annali del Museo civico di storia naturale di Genova, sér. 2, vol. 7, p. 521-729 (texte intégral).